# Delito de opinião
Delito de opinião, vulgarmente, como viés do pensamento democrático, é atribuir ao verbo, falado ou escrito, um ato digno de punição.
A Constituição Federal brasileira estabelece a liberdade de expressão como uma garantia individual do cidadão brasileiro, desde que não atinja a honra de terceiros. A Constituição Portuguesa assegura “a possibilidade de expressão e confronto das diversas correntes de opinião”. A Primeira Emenda à Constituição do EUA proíbem cerceamento da liberdade religiosa, liberdade de expressão, liberdade de imprensa, e de ajuntamento pacífico. Da mesma forma a Constituição do Peru “consignou-se a liberdade de consciência e de religião” e vedou o “delito de opinião”. Cabo Verde, Portugal e Brasil, proíbem extradição quando o alvo da extradição ocorre por “delito de opinião.
Não se pode tornar a opinião e a liberdade de expressão em atitude delituosa. A Constituição Federal no Brasil, em seu art 5° inciso IV reza:
| “ | É livre a manifestação do pensamento, sendo vedado o anonimato; | ” |

## Um crime impossível
Segundo o magistrado Edison Vicentini Barroso:

Perguntar-se-á, pois, se, numa sociedade efetivamente democrática, se pode admitir o chamado “delito de opinião” (aspas minhas). Mais que isso, cabe a indagação – à luz do art. 5º, IV e IX, da Constituição Federal (CF) –, se, à livre manifestação do pensamento, desde que não abusiva, se pode apenar. (...) A censura sem base, que se faça, venha donde vier – e de quem vier –, traz a jaça da subversão de valores e o intuito manifesto de manietar (conquanto na maior parte das vezes velado).

Desde que a manifestação não atinja a honra, na forma de calúnia, difamação ou injúria, a manifestação do pensamento é livre, não pode haver o temor de manifestação do pensamento como existiu em regimes autoritários de outrora, resultando em prisões, interrogatórios e torturas ao indivíduo tão somente por ter cometido o delito de manifestar seu pensamento, ou de discordar de pensamento, que pela Constituição Federal deve ser livre sua manifestação, ao limite de não difamar ou caluniar.
Não tendo atingido a honra, coibir o verbo e a liberdade de expressão é instituir o delito de opinião, correndo o risco de cometer constrangimento ilegal, conforme dá parecer Claudismar Zupiroli:

Além do que, não há dúvida, o representado, no máximo, emitiu uma opinião e, ao fazê-lo não pode ser por isso condenado, porquanto não há delito de opinião, em razão da garantia constitucional da livre manifestação do pensamento (CF art. 5º, IV). Todos os cidadãos podem livremente manifestar o que pensam e o cidadão-vereador tem o direito-dever de fazê-lo, por força do princípio representativo. Trata-se, a toda evidência, de um crime impossível e, como tal, o processo de investigação um constrangimento ilegal. Obviamente, mesmo em se tratando da exteriorização do pensamento, qualquer cidadão está sujeito a responder por eventuais excessos praticados, mas no âmbito dos crimes contra a honra.

## Limites legais
Expressar a opinião é livre. Tornar sua prática um delito conflita com as garantias constitucionais brasileiras, contudo a opinião expressa com intuito de atingir a honra é uma opinião que pode configurar delito, agora contra a honra.
Sobre o pretexto da liberdade de expressão, quem expressa sua opinião não se sirva da sua liberdade de discordar como meios de caluniar, difamar ou injuriar.

Qual o limite da liberdade de expressão ?

A resposta tem assento na supracitada Lei nº 5.250/97. Esta disciplina a responsabilidade civil daquele que no exercício da liberdade de manifestação de pensamento e de informação, com dolo ou culpa, viola direito, ou causa prejuízo a outrem , ficando obrigado a reparar os danos morais e materiais (art. 49).

A mesma lei também dispõe sobre a responsabilidade penal daquele que comete abusos, constituindo, verbi gratia, crime de difamação imputar a alguém fato ofensivo à sua reputação e de injúria, ofender-lhe a dignidade ou decoro (arts. 21 e 22 respectivamente).

Também estão protegidos a intimidade e a imagem.

São invioláveis a intimidade, a vida privada, a honra e a imagem das pessoas, assegurado o direito a indenização pelo dano material ou moral decorrente de sua violação.” 

Contudo, raramente o verbo, conquanto permeie o campo das idéias, poderá alcançar a imagem ou a intimidade. Nisto se envolve a liberdade de imprensa, e a forma de noticiar.
Um exemplo conhecido sobre a alegação de violação da privacidade, foi a publicação das imagens da atriz Daniella Cicarelli fazendo sexo em uma praia pública. O ex-namorado levantou o tema da "violação da privacidade" e pediu "indenização por danos morais". Foi decidido pelo judiciário que, numa praia pública, um fotógrafo não estaria entrando na privacidade, mas a privacidade é que estaria sendo apresentado ao público.

## Delinquentesdo mundo real

### Delito de lesa hermenêutica&Delito de opinião
Polêmicas trazidas a público em face de decisão lavrada pelo juiz Edilson Rumbelsperger Rodrigues, onde critica a Lei Maria da Penha de forma frontal em um julgamento na Primeira Vara Criminal de Sete Lagoas - MG:

"A vingar esse conjunto de regras diabólicas, a família estará em perigo (..) Ora, a desgraça humana começou no Éden: por causa da mulher. Todos nós sabemos, mas também em virtude da ingenuidade, da tolice e da fragilidade emocional do homem"

A sentença teve decisão revista pelo Tribunal de Justiça. Após arquivamento e comoção pública levada às emissoras de TV, o juiz Edilson Rumbelsperger respondeu um processo disciplinar onde o relator Marcelo Neves aponta “trata-se de uma denúncia grave de discriminação à mulher”, agravando o fato tornou o pronunciamento do juiz, em seu parecer, uma discriminação de gênero, também segundo ele, análogo ao racismo.

“É uma situação grave de preconceito, análoga à discriminação racial. Só que nesse caso é uma discriminação de gênero”

Sobre a grave denúncia, o juiz Rumbelsperger foi afastado pelo Conselho Nacional de Justiça (CNJ) por dois anos por 9 X 6 votos. e o juiz ainda deveria provar estar "curado do machismo", como publicou O Estado de S. Paulo sobre o Processo Disciplinar. A decisão provocou uma nota de apoio da Associação dos Magistrados Mineiros (Amagis). E o juiz recorreu ao STF.
Antes mesmo da decisão do Supremo Tribunal Federal, houve pronunciamentos que denunciavam a postura de tratar o caso como "delito de opinião". O presidente da Associação do Magistrados Mineiros, se pronunciou sobre a matéria, a despeito do pensamento minoritário de Rumbelsperger, tratado disciplinarmente por "machismo":

Causa enorme preocupação a recentíssima decisão do Conselho Nacional de Justiça... Divergir dos fundamentos ou da própria decisão é exercício normal do senso crítico de qualquer ser humano e faz parte do jogo democrático; pretender calar opinião é coisa bem diferente, faz parte de algo que destoa das melhores práticas democráticas.

(...)Se não houver prática de delito por meio da expressão de ideias, ainda que o veículo de comunicação fosse uma decisão judicial, não se pode sancionar o cidadão como também o juiz.

(...)O risco embutido na decisão do CNJ é a criação de um policiamento (ideológico, filosófico, religioso etc) do pensamento, instituindo-se uma modalidade de delito de opinião. De tal sorte, a punição por expressão de opinião, por mais que se trate de convicção que choque o sentimento da maioria, se a manifestação não se caracteriza como um ilícito, se apresenta como ato arbitrário, por mais elevado que seja o padrão moral de quem assim age.

Posso, em tese, discordar frontalmente dos fundamentos e de uma decisão específica, mas não posso obstruir o direito de manifestação do cidadão, e do magistrado em especial, se com seu pronunciamento não praticou violação do direito de alguém.

(...)o juiz Edilson Rumbelsperger Rodrigues, cuja expressão de pensamento, fundamentando decisão, causou tanta polêmica, não cometeu nenhum ilícito civil, penal ou administrativo. Não merece, apesar da polêmica levantada por sua forma de pensar, penalização alguma; limitou-se a declarar a inconstitucionalidade de uma lei, segundo sua convicção; não fez apologia a crime, limitou-se a declarar que, protegendo mulheres e não protegendo homens, seria a lei inconstitucional.

(...) se não pode apreciar a fundamentação de uma decisão, não pode apenar magistrado criando suposto delito de lesa hermenêutica; se nosso Direito não consagra delito de lesa hermenêutica (tal como ocorre em países politicamente menos desenvolvidos, de que nos dá grandes exemplos a experiência da América Latina, mesmo no século XXI), não se pode apenar qualquer profissional (juiz, promotor de justiça, advogado, jornalista etc) por adotar pensamento minoritário, que, por si, não configure alguma modalidade de ilícito civil, penal ou administrativo.

Marco Aurélio de Mello, julgando a liminar, esclarece que se a concepção do juiz é algo individual, não merece endosso, portanto não pode gerar punição:

"concepção individual que, não merecendo endosso, longe fica de gerar punição".

Referindo-se ao que foi descrito pelo Relator como uma "doença" a ser curada, salientou o Ministro que se aferido tal cousa, deveria ocorrer por laudo técnico, e também nem geraria punição, cita-se:

"Agora, se o entendimento for o de que o juiz já não detém condições intelectuais e psicológicas para continuar na atividade judicante, a solução, sempre a pressupor laudo técnico, é outra que não a punição"

O Ministro Marco Aurélio, analisando Liminar, reconduziu o juiz e considerou o afastamento "inadequado" tanto mais se for para corrigir possíveis excessos de linguagem.

“Entre o excesso de linguagem e a postura que vise inibi-lo, há de ficar-se com o primeiro, pois existem meios adequados à correção, inclusive, se necessário”

### Gregório Lourenço Bezerra
Entre outros, foi preso e torturado, filmado pela mídia local seu martírio. Antes disso, teve a perda do mandato de deputado federal em 1948, por ser comunista, por delito de opinião.

É o chamado delito de opinião, crime que os códigos não condenam. Crime de impunidade democrática. Crime dos homens livres e das Nações soberanas. (...) Contra Gregório há, somente, a alegação de ser comunista. Ele o é, confessadamente. Mas isto é, porventura, crime? Os Tribunais brasileiros, tanto civis como militares, consideram que o fato de ser comunista não constitui crime.

### O engano propagandeado que militar não poder se manifestar
Apesar da Carta Maior não aceitar opressão por suposto delito opinativo, não é incomum policiais militares sofrerem por se manifestarem. Ao contrário, é comum ler e propagandear que militares não poderiam se manifestar. Tal medo institucionalizado tem aumentado os blogs representativos de instituições militares, sendo 30% de autores anônimos. Apesar dos militares policiais serem tolhidos em sua liberdade de expressão, é comum a população em geral entender que, para os tais, isso é normal. Um engano já elucidado pela jurisprudência. Entretanto há um distanciamento entre os que sofrem constrangimento ilegal calados, e os que provocam as cortes maiores para reivindicar a devida reparação.
Recentemente, por ser moderador de um blog, houve indiciamento de militar por inserir "matéria com críticas indevidas às Resoluções de Governo e do Comando da Corporação", amparando-se nos arts. 155 e 166 do Código Penal Militar:

Código Penal Militar
Publicação ou crítica indevida
Art. 166. Publicar o militar ou assemelhado, sem licença, ato ou documento oficial, ou criticar publicamente ato de seu superior ou assunto atinente à disciplina militar, ou a qualquer resolução do Governo:
Pena – detenção, de dois meses a um ano, se o fato não constitui crime mais grave.

O Código Penal Militar, homologado em 1969, é conterrâneo do AI-5 em 1968. Restará saber se o Art. 166 do CPM foi recepcionado pela Constituição Federal. A constituição reza que é livre a manifestação do pensamento, contudo certos comandos da PM entendem que a Constituição recepciona tal dispositivo legal ultrapassado.
Reforçando esse entendimento, e agravando-o, o subtenente Alcino de França Ferraz Fogaça foi indiciado, também, por "permitir postagens e manifestação com conteúdo atentatório aos constitucionais princípios da hierarquia militar", criando a figura de um delito que nem sequer está tipificado nesse filho abortado pós-AI-5, o artigo 166 do Código Penal Militar (CPM), o que leva a crer que o subtenente fora indiciado, também, por delito que outro teria cometido. Isto não bastasse, o indiciamento no artigo 155 do Código Penal Militar, quando se refere à material escrito, opinativo, pauta-se na incitação de crime militar, na incitação à indisciplina, o que faz distância de críticas de gestão, ou tratamento com a liberdade de expressão. Se não fosse suficiente, o próprio dispositivo normativo restringe-se a "lugar sujeito à administração militar", logo, nem sequer encontra amparo coibir o verbo de militar em local não administrado por instituições militares.

Art. 155. Incitar à desobediência, à indisciplina ou à prática de crime militar :
Pena - reclusão, de dois a quatro anos.
Parágrafo único. Na mesma pena incorre quem introduz, afixa ou distribui, em lugar sujeito à administração militar, impressos, manuscritos ou material mimeografado, fotocopiado ou gravado, em que se contenha incitamento à prática dos atos previstos no artigo.

O hierarquia não é exclusiva para militares, e não é porque existe a palavra "hierarquia" na Constituição Federal que poder-se-á extrair o entendimento que tal palavra está outorgando poderes de ditador às patentes mais elevadas; nem poder-se-á extrair o entendimento obtuso que será aceito injustiças trabalhistas, constrangimento ilegal ou, por exemplo, ordens ilegais:

Certo é que, seja qual for o nível hierárquico ou o enquadramento funcional que detenha o servidor, não se acha ele rigorosamente, de forma incondicional, submetido ao dever de obediência e comprometido a atender a qualquer ordem que lhe seja endereçada. E isto porque ordem que não se reveste de legalidade ou que enseja dúvidas quanto ao seu conteúdo lícito e legítimo não exige cumprimento e não pode ser imposta a servidor público.

O serviço público de saúde devem "integra[r] uma rede regionalizada e hierarquizada", e por existir "hierarquia", não ficam os servidores do sistema de saúde sujeito a uma submissão inconteste, nem proibidos de se manifestarem. Também no direito do trabalho se conhece o termo "hierarquia". Segundo Nascimento, “a palavra hierarquia significa ordem, graduação, organização segundo uma preferência. Hierarquizar quer dizer pôr em ordem de acordo com um critério.”
Até o ordenamento jurídico se submete a uma hierarquia, e a Norma Fundamental, é superior à Constituição, que é superior ao Decreto Lei 1001/1969 (CPM). Se um militar de menor patente seria digno de punição por desobedecer a hierarquia militar, o militar de maior patente estará sujeito a responder por insubordinação à Carta Maior, correndo o risco de ser punido por delito de constrangimento ilegal.
Referindo-se à decisão do STJ e citando a doutrina, Paulo Roberto de Medeiros conclui:

Não há nenhuma dúvida de que o delito de publicação ou crítica indevida, contido no art. 166 do CPM, carece de constitucionalidade, sendo flagrantemente ilícita negar a liberdade de expressão e de informação a qualquer militar. Pior do que reprimir essa liberdade é reprimi-la com a ameaça da perda da própria liberdade de ir e vir. Não se quer apenas calar, mas também impedir o direito de ir e vir daquele profissional que se sentiu prejudicado por ato de superior ou de governo, não importando se essa manifestação, a princípio, era devida ou indevida. Lembremos que a liberdade de expressão não carece, como visto anteriormente, de ser verdadeira, bastando a simples impressão pessoal de prejuízo para justificar essa capacidade humana. Logicamente que as manifestações ilegais de conteúdo doloso explícito, desonrosas, não impedem que os ofendidos e as autoridades militares e judiciárias competentes adotem as providências necessárias para fazer cessar a conduta. O STF não prestigiou o infrator, mas salvou a liberdade de todos.

Paulo Roberto Medeiros refere-se à jurisprudência extraída do Superior Tribunal de Justiça, em 2004, onde a Corte estabelece que da liberdade de expressão não se exclui os militares, como muitos militares insitem em propagandear.

Processo: RMS 11587 SC 2000/0017515-3
Relator(a): Ministro GILSON DIPP
Julgamento: 16/09/2004
Órgão Julgador: T5 - QUINTA TURMA
Publicação: DJ 03/11/2004 p. 206
Ementa
CONSTITUCIONAL - ADMINISTRATIVO - MILITAR - ATIVIDADE CIENTÍFICA - LIBERDADE DE EXPRESSÃO INDEPENDENTE DE CENSURA OU LICENÇA - GARANTIA CONSTITUCIONAL - LEI DE HIERARQUIA INFERIOR - INAFASTABILIDADE - PROCESSO ADMINISTRATIVO DISCIPLINAR - TRANSGRESSÃO MILITAR - INEXISTÊNCIA - FALTA DE JUSTA CAUSA - PUNIÇÃO ANULADA - RECURSO PROVIDO.
I – A Constitucional Federal, à luz do princípio da supremacia constitucional, encontra-se no vértice do ordenamento jurídico, e é a Lei Suprema de um País, na qual todas as normas infraconstitucionais buscam o seu fundamento de validade.
II - Da garantia de liberdade de expressão de atividade científica, independente de censura ou licença, constitucionalmente assegurada a todos os brasileiros (art. 5º, IX), não podem ser excluídos os militares em razão de normas aplicáveis especificamente aos membros da Corporação Militar. Regra hierarquicamente inferior não pode restringir onde a Lei Maior não o fez, sob pena de inconstitucionalidade. (negritos não estão no original)
III - Descaracterizada a transgressão disciplinar pela inexistência de violação ao Estatuto e Regulamento Disciplinar da Polícia Militar de Santa Catarina, desaparece a justa causa que embasou o processo disciplinar, anulando-se em conseqüência a punição administrativa aplicada.
IV - Recurso conhecido e provido.

Ainda que tenhamos uma Constituição para salvaguardar a liberdade de expressão de qualquer cidadão, a prática tem mostrado uma opressão aos policiais militares de patente mais baixas e muitos tem respondido a inquéritos por delito de opinião; não bastasse uma Constituição que nos resguarda, ainda a tradição militar é inclinada a punir tal prática, e poucas são as reivindicações nas Cortes maiores. Assim, uma declaração expressa em 2010 do Governo Federal, poem fim a qualquer dúvida de tal herança totalitária, e, por portaria, assinadas pelo Ministro de Estado Chefe da Secretaria de Direitos Humanos da Presidência da República, Paulo de Tarso Vannuchi, e pelo Ministro de Estado da Justiça, Luiz Puolo Teles Ferreira Barreto, lavra a redação que Estabelece as Diretrizes Nacionais de Promoção e Defesa dos Direitos Humanos dos Profissionais de Segurança Pública onde no item 3 do Anexo, capítulo do Direitos Constitucionais e Participação Cidadã estabelece:

Assegurar o exercício do direito de opinião e a liberdade de expressão dos profissionais de segurança pública, especialmente por meio da Internet, blogs, sites e fóruns de discussão, à luz da Constituição Federal de 1988.

## Doutrina

### Bruno Terra Dias
Presidente da Associação do Magistrados de Minas Gerais, no artigo Delito de Hermenêutica - Seguir Pensamento Minoritário não é Ilícito, assim se expressa:

Nos casos extremos, testa-se o desenvolvimento político de um povo. Se não formos capazes de suportar a opinião divergente, se implantarmos uma disciplina de expressões para juízes, logo teremos igual tratamento para promotores de justiça, advogados e jornalistas, profissionais cuja liberdade é essencial às nações adiantadas. Silenciar os componentes de uma das instituições autoriza cercear o direito de expressão dos demais, restando à cidadania, acaso momentaneamente empolgada e não enxergando o comprometimento que a situação envolve, pagar com o sacrifício da democracia.

### Edison Vicentini Barroso
O desembargador do Tribunal paulista, Edison Vicentini Barroso, escreve a respeito do "delito de opinião" da seguinte forma:

Numa sociedade justa, de rigor a real prevalência de princípios que, mais que inseridos no papel, se identifiquem com a vida das pessoas – no dia a dia. A Constituição Federal, a de 1988 (dita Cidadã), aí está, fazendo-se preciso se lha cultue na prática, sem o jogo espúrio da hipocrisia discursiva. Já passou da hora de se tê-la, pois, mais que nos lábios, no coração e nas mentes. Ou seja, há de se criar o hábito democrático da coexistência de opiniões diversas (pois disso não passou o sucedido), pari passu àquilo que se espera duma sociedade madura – sem os percalços inerentes ao jogo de conveniência política, cancro de que tanto se ressente o Brasil.
Rematando – e, como o desembargador aqui referido, no uso de direito de expressão Constitucionalmente previsto –, reporto-me à máxima de Voltaire: “Não concordo com o que dizes, mas defendo até a morte o direito de o dizeres”.

### Jose Afonso da Silva
Se manifestando sobre a atuação do Ministro Tarso Genro no caso Cesare Battisti,

A questão mais séria está na configuração da natureza do delito pelo qual Cesare Battisti foi condenado na Itália. A decisão do Ministro da Justiça já o configurou como delito de opinião política, em face do qual não cabe a extradição, conforme disposto no art. 5º, LII, da Constituição Federal e também do art. 76, VII, do Estatuto dos Estrangeiros. O Tratado de Extradição com a Itália, como não poderia ser de outro modo, também estabelece, no seu art. 3º, n.1, letra "e", que
"A extradição não será concedida: e) se o fato pelo qual é pedida for considerado, pela Parte requerida, crime político".

### Edilsom Farias
Enquanto os fatos são susceptíveis de prova da verdade, as opiniões ou juízos de valor, devido à sua própria natureza abstrata, não podem ser submetidos à comprovação. Resulta que a liberdade de expressão tem o âmbito de proteção mais amplo do que o direito à informação, vez que aquela não está sujeita, no seu exercício, ao limite interno da veracidade, aplicável a este último.

## Legislação

### Constituição Portuguesa
Sobre a liberdade de imprensa e meios de comunicação social a Constituição Portuguesa estabelece em seu Art. 38:

A estrutura e o funcionamento dos meios de comunicação social do sector público devem salvaguardar a sua independência perante o Governo, a Administração e os demais poderes públicos, bem como assegurar a possibilidade de expressão e confronto das diversas correntes de opinião.

No Art. 39, sobre a regulação da comunicação social, estabelece na letra f:

A possibilidade de expressão e confronto das diversas correntes de opinião;

### Primeira Emenda à Constituição dos EUA
Escrita especificamente por James Madison e Thomas Jeffererson a Primeira Emenda estabelece proibições do legislador norte americano cercear a liberdade religiosa, liberdade de expressão, liberdade de imprensa, e de ajuntamento pacífico.

O congresso não homologará nenhuma lei relacionada ao estabelecimento de uma religião, ou proibindo seu livre exercício; ou cerceando a liberdade de expressão, ou a liberdade imprensa; ou cerceando o direito das pessoas de se reunirem pacificamente, ou de fazerem petições ao governo para reparações de injustiças.

### Crimes contra a honra
A Lei n° 5.250/97 estabelece os crimes de calúnia, difamação e injúria.

Art . 20. Caluniar alguém, imputando-lhe falsamente fato definido como crime:
Pena: Detenção, de 6 (seis) meses a 3 (três) anos, e multa de 1 (um) a 20 (vinte) salários-mínimos da região.
§ 1º Na mesma pena incorre quem, sabendo falsa a imputação, reproduz a publicação ou transmissão caluniosa.
§ 2º Admite-se a prova da verdade, salvo se do crime imputado, embora de ação pública, o ofendido foi absolvido por sentença irrecorrível.
§ 3º Não se admite a prova da verdade contra o Presidente da República, o Presidente do Senado Federal, o Presidente da Câmara dos Deputados, os Ministros do Supremo Tribunal Federal, Chefes de Estado ou de Governo estrangeiro, ou seus representantes diplomáticos.
Art . 21. Difamar alguém, imputando-lhe fato ofensivo à sua reputação:
Pena: Detenção, de 3 (três) a 18 (dezoito) meses, e multa de 2 (dois) a 10 (dez) salários-mínimos da região.
§ 1º A exceção da verdade somente se admite:
a) se o crime é cometido contra funcionário público, em razão das funções, ou contra órgão ou entidade que exerça funções de autoridade pública;
b) se o ofendido permite a prova.
§ 2º Constitui crime de difamação a publicação ou transmissão, salvo se motivada por interesse público, de fato delituoso, se o ofendido já tiver cumprido pena a que tenha sido condenado em virtude dele.
Art . 22. Injuriar alguém, ofendendo-lhe a dignidade ou decoro:
Pena: Detenção, de 1 (um) mês a 1 (um) ano, ou multa de 1 (um) a 10 (dez) salários-mínimos da região.
Parágrafo único. O juiz pode deixar de aplicar a pena:
a) quando o ofendido, de forma reprovável, provocou diretamente a injúria;
b) no caso de retorsão imediata, que consista em outra injúria.

### Extradição

#### Constituição Política da República de Cabo Verde
Em seu Artigo 37º, não admite o delito de opinião para promover extradição de estrangeiro.

(Extradição)
1.Não é admitida a extradição de cidadão cabo-verdiano, o qual pode responder perante os tribunais cabo-verdianos pelos crimes cometidos no estrangeiro.
2.É admitida a extradição de estrangeiro ou apátrida, determinada por autoridade judicial cabo-verdiana, nos termos do Direito Internacional e da lei.
3.Não é, porém, admitida a extradição de estrangeiro ou apátrida:
a) Por motivos políticos ou religiosos ou por delito de opinião;
Por crimes a que corresponda na lei do Estado requisitante pena de morte, de prisão perpétua ou de lesão irreversível de integridade física;
Sempre que, fundadamente, se admita que o extraditando possa vir a ser sujeito a tortura, tratamento desumano, degradante ou cruel.

#### Estatuto da Igualdade entre português e brasileiro
O Decreto 70436/72 regulamenta a aquisição pelos portugueses, no Brasil, dos direitos e obrigações previstos no Estatuto da Igualdade.

Art 14 O português, no gozo dos direitos e obrigações civis, pode exercer o comércio, indústria, a agricultura e o magistério em qualquer grau.
§ 1º Pode também:
I - Ser proprietário de empresas jornalísticas de qualquer espécie, inclusive de televisão e de radiodifusão, ou acionista de sociedade anônima proprietária dessas empresas;
Art 18. O português fica sujeito a lei penal brasileira, do mesmo modo que o nacional, não sendo passível de extradição, salvo se requerida pelo Governo de Portugal.
Parágrafo único. Mesmo quando requerida pelo Estado da nacionalidade, não será concedida a extradição por crime político ou de opinião. (negritos não ocorre no original)

#### Extradição de brasileiro vs crime de opinião
Determina o Decreto-lei 394/38 que os brasileiros estarão protegidos de extradição por crime político ou de opinião.

Art. 2º Não será, também, concedida a extradição nos seguintes casos:
VII - Quando a infração for:
a) puramente militar;
b) contra a religião;
c) crime político ou de opinião. (negritos não ocorre no original)
§ 1º A alegação do fim ou motivo político não impedirá a extradição, quando o fato constituir, principalmente, uma infração comum da lei penal ou quando o crime comum, conexo dos referidos no inciso VII, constituir o fato principal.
§ 2º Não se consideram crimes políticos os atentados contra chefes de Estado ou qualquer pessoa que exerça autoridade, nem os atos de anarquismo, terrorismo e sabotagem, ou que importem propaganda de guerra ou de processos violentos para subverter a ordem política ou social.
§ 3º Caberá exclusivamente ao Supremo Tribunal Federal a apreciação do caráter da infração